# برقع السيدة
بُرْقُع السَّيِّدَة نوع نبات عشبي من جنس الكمالية من الفصيلة الوردية، اسمه العلمي Alchemilla mollis.